# Gova
Gova (Göva nel dialetto locale) è una frazione del comune di Villa Minozzo, in provincia di Reggio Emilia.

## Geografia
Gova è sulla sponda sinistra del torrente Dolo, nell'Appennino reggiano, è composta da case sparse e dalle sotto frazioni di: Cadignano, Calvello, Campolungo, Cà dell'Onesta, Case Bondi, Sorba.

## Monumenti e luoghi d'interesse
- Torrione, di forma quadrata, oggi in gran parte diroccato.
- Ponte di Cadignano sul Dolo, dalla caratteristica forma a schiena d'asino, con una madonnina sulla sommità dell'arcata, unico in tutto l'Appennino reggiano e l'ottocentesca chiesa di Santa Margherita.
- Chiesa di Santa Margherita, già citata in un documento del 1302, fu consacrata agli inizi del XVII secolo[1].